# Crusheen

Crusheen (Croisín (petite croix)) est un village du comté de Clare, en Irlande, dans la paroisse civile de Crusheen (Inchicronan).

## Géographie
Le village est à 10 kilomètres au nord-est d'Ennis, sur la route R458, vers Gort.
Il relève de la paroisse de Crusheen (Inchicronan) dans le diocèse catholique romain de Killaloe.
L'église paroissiale de St Cronan se trouve à Crusheen.
Le village héberge la garde civile, deux pubs, la poste, un supermarché, une station-service, un salon funéraire.
Le club GAA de football gaélique local se nomme le Crusheen GAA.
Un centre communautaire et une école publique (primaire) complètent les services locaux. L'école de Crusheen, également connue sous le nom d'Inchicronan Central National School, comptait 147 élèves inscrits en septembre 2021.
Le principal émetteur de télévision et de radio RTÉ, sur la montagne de Maghera, est situé à l'est-nord-est du village.
Barefield, Ballinruan, Clooney et Ruan sont des villages voisins de Crusheen.

## Démographie
Selon les résultats du recensement, la circonscription électorale comprenant Crusheen a connu une croissance démographique de 20 % entre 2006 et 2011 (passant de 720 à 864 habitants). Au cours de la même période (2006-2011), la population du village est passée de 377 à 467 habitants.
Au recensement de 2016, le village comptait 543 habitants.

## Transports
L'autoroute M18 passe à l'ouest du village et assure une liaison avec Galway, Ennis, Limerick et l'aéroport de Shannon.
Les Bus Éireann desservent la région toutes les heures via la ligne 51.
Crusheen railway station, l'ancienne gare, a bien rendu service aux voyageurs du village de la moitié du XIXe siècle jusqu'à sa fermeture en 1976

## Personnalités locales
- Kieren Fallon, jockey ;
- Eddie Lenihan, auteur (contes).